# 永井孝尚
永井 孝尚（ながい たかひさ、1962年 - ）は、日本のマーケティング戦略コンサルタント・作家。ウォンツアンドバリュー株式会社代表取締役。「永井経営塾」主宰。
神奈川県出身。

## 経歴
神奈川県生まれ。1984年に慶應義塾大学工学部計測工学科を卒業し、新卒で日本アイ・ビー・エム入社。同社入社後は、製品開発部門に所属。マーケティング・マネージャー、ソフトウェア事業本部の人材育成部長などを歴任。34歳の時に大和研究所で、自身が企画しセールスしたグループウェア製品の開発チーム・リーダーに抜擢されたが、その後製品が開発中止になり「自分は顧客中心でなく、製品中心で考えていた」と反省。36歳の時にマーケティング・マネジャーに転じた。しかし異動当初はマーケティング理論の使い方がわからず悩んだ。その後、マーケティング責任者として担当したコールセンター・ソリューション事業で、バリュープロポジションを起点にマーケティング戦略を立てる方法を体得し大きな成果を挙げた。マーケティング職に異動して5年目、IBMのマーケティングプロフェッショナル職認定（IBM Certified Professional）を獲得した。
2002年に多摩大学大学院・経営情報学研究科を修了。2013年には多摩大学大学院の客員教授を務める。
会社員時代の2008年からビジネス書作家として活動。2011年刊行の『100円のコーラを1000円で売る方法』（中経出版）はシリーズ60万部のベストセラーとなり、2012年にテレビ番組「王様のブランチ」の年間ランキング・ビジネス書部門第1位、トーハン年間ランキング・ビジネス書部門第2位、日販年間ランキング・ビジネス書部門第3位となった。
2013年に日本IBMを退社し、ウォンツアンドバリュー株式会社を設立、代表に就任。
2021年時点で国内で出版された書籍（紙媒体）は累計100万部を超え、韓国・台湾・中国・タイ・米国で数多くの著書が翻訳・出版されている。

## 人物
- 大学時代はカメラクラブに所属。写真ばかり撮っていた。4年生の時に卒業アルバム・編集長を担当し、写真撮影・編集・校正で飛び回った。卒業式では同級生に「写真屋さんだと思っていた」と言われた[1]。
- 写真はプロ級の腕前。20代の頃は「プロのカメラマンになりたい」と真剣に考えていた。しかし知人のプロの写真家が異口同音に「作品が撮れない」と悩む現状を知り、職業ではなくライフワークとして写真は取り組むことにした[1]。写真の個展を、富士フイルムフォトサロンなど数多くの著名写真ギャラリーで開催している[8]。またこの経験を元に「プロフェッショナル・サンデー・フォトグラファー」というコンセプトを生み出し、写真の本も出版している[9]。
- 日本IBM社員時代は、部長を務める傍ら混声合唱団の事務局長、毎日のブログ執筆、著書執筆を両立していた。
- 東洋経済オンライン[10]、プレジデントオンライン[11]、文春オンライン[12]、日経クロストレンド[13]、ITmedia[14]などに連載を持つ。
- 「日本企業の課題は、マーケティングやマネジメント理論を現場の仕事で実践できていないこと。そこで難しい理論を、わかりやすく現場で使えるように学ぶ場が必要だ」との問題意識から、2021年から完全オンライン制の「永井経営塾」を主宰している[15]。
- 「自分が悩み克服したマーケティングの経験は、価格競争で疲弊する日本企業に役立つはず。マーケティングの本を出版したい」と思っていたが、出版業界の知り合いがいなかった。そこで1冊目の本は自筆原稿を印刷会社で印刷して自費出版し、Amazon e託販売で販売した[1]。
- 自費出版をした3年後の2011年、「マーケティングのプロになった今の自分が、30代後半の自分にどのようにアドバイスするか?」と考え、物語形式で『100円のコーラを1000円で売る方法』を書いたところ、ベストセラーになった[1]。この著書『100円のコーラを1000円で売る方法』で紹介した「バリュープロポジション」という言葉を、日本で広めた人物としても知られる[16]。

## 著書
著書の多くが「より多くの人たちへマーケティングや経営戦略を分かりやすく伝えること」をテーマにしている。それ以外にもライフワークである写真をテーマにした著書もある。
- 『戦略プロフェッショナルの心得』、オルタナティブ出版、2008年
- 『朝のカフェで鍛える実戦的マーケティング力』、秀和システム、2009年
- 『バリュープロポジション戦略50の作法』、オルタナティブ出版、2011年
- 『残業3時間を朝30分で片づける仕事術』、中経出版、2011年
- 『100円のコーラを1000円で売る方法』、中経出版、2011年
- 『100円のコーラを1000円で売る方法2』、中経出版、2012年
- 『コミック版 100円のコーラを1000円で売る方法』、中経出版、2012年
- 『100円のコーラを1000円で売る方法3』、中経出版、2013年
- 『コミック版 100円のコーラを1000円で売る方法2』、中経出版、2013年
- 『「戦略力」が身につく方法』、PHP研究所、2013年
- 『図解 100円のコーラを1000円で売る方法』、KADOKAWA中経出版、2014年
- 『コミック版 100円のコーラを1000円で売る方法3』、KADOKAWA中経出版、2014年
- 『戦略は「1杯のコーヒー」から学べ!』、KADOKAWA中経出版、2014年
- 『文庫版 100円のコーラを1000円で売る方法』、KADOKAWA、2016年
- 『そうだ、星を売ろう 「売れない時代」の新しいビジネスモデル』、KADOKAWA、2016年
- 『これ、いったいどうやったら売れるんですか? 身近な疑問からはじめるマーケティング』、SB新書、2016年
- 『残業ゼロを実現する「朝30分で片づける」仕事術』、KADOKAWA、2017年
- 『「あなた」という商品を高く売る方法』、NHK出版新書、2017年
- 『マンガ これ、いったいどうやったら売れるんですか?』、SBクリエイティブ、2018年
- 『売れる仕組みをどう作るか トルネード式仮説検証』、幻冬舎、2018年
- 『時間がなくても有名ギャラリーで写真展を開催する方法』、日本写真企画、2018年
- 『なんで、その価格で売れちゃうの? 行動経済学でわかる「値づけの科学」』、PHP研究所、2018年
- 『世界のエリートが学んでいるMBA必読書50冊を1冊にまとめてみた』、KADOKAWA、2019年
- 『売ってはいけない 売らなくても儲かる仕組みを科学する』、PHP研究所、2019年
- 『超実践マーケットイン企画術』、PHP研究所、2019年
- 『世界のエリートが学んでいるMBAマーケティング必読書50冊を1冊にまとめてみた』、KADOKAWA、2020年
- 『世界のエリートが学んでいるMBA経営理論の必読書50冊を1冊にまとめてみた』、KADOKAWA、2021年
- 『思わずためしてみたくなる マンガ マーケティング1年生』、宝島社、2022年
- 『世界のエリートが学んでいる教養書 必読100冊を1冊にまとめてみた』、KADOKAWA、2023年

## メディア

### ラジオ
- STEP ONE STEP ONE大討論会開催!「SNSフォロワーの数で価値が決まる?ホント?ウソ?」（2017年10月19日、J-WAVE）[17]
- POWER BAY MORNING 「コーヒーのトレンド」（2015年2月16日、ベイエフエム）
- オトナカレッジ（2013年 - 2016年、文化放送）
- 仕事の効率6倍UP? 「朝残業」のススメ（2013年8月23日、J-WAVE）[18]
- ベストセラーズチャンネル（2012年5月18日、FM東京）
- ラジオあさいちばん「著者に聞きたい本のツボ」（2012年4月29日、 NHKラジオ第1放送）

### 新聞
- 教養を武器にビジネス力を磨け　永井孝尚氏（2023年11月8日、日本経済新聞）[19]
- ［値段の真相］iPhone（下）アプリ価格　アップル支配（2022年11月5日、読売新聞）
- （Another Note）日産と三菱自の新型軽EV、普及への「溝」越えられる?（2022年9月12日、朝日新聞）
- 書籍が開く人的資本経営（2022年1月31日、日本経済新聞）
- 永井孝尚「100円のコーラを1000円で売る方法（ベストセラーの裏側）」（2012年4月18日、日本経済新聞）
- 朝からバリバリ働くには、日々のリズム作り、先達に聞く――残業やめる、定時就寝。（2011年8月31日、日経産業新聞）

### 雑誌
- Fitness Business 2022年7・8月号（2022年7月25日、クラブビジネスジャパン）
- Fitness Business 2022年3・4月号（2022年1月25日、クラブビジネスジャパン）
- 週刊東洋経済 2017年9月30日号（2017年9月25日、東洋経済新報社）
- プレジデント2011.10.31号（2011年10月8日、プレジデント社）[20]
- 商業界2011年11月号寄稿（2011年10月1日、商業界）